# Joana I de Navarra
Joana I de Navarra (1273-Vincennes, França, 1305) fou reina de Navarra, comtessa de Xampanya (1274-1305) i reina consort de França (1285-1305).

## Orígens familiars
Filla d'Enric I de Navarra i la seva esposa Blanca d'Artois, va néixer el 14 de gener de 1273 i succeí al seu pare l'any següent, sota la tutela de la seva mare.
Gràcies a la minoria d'edat de Joana I, la corona d'Aragó i la corona de Castella pressionaren Blanca d'Artois per apoderar-se del regne. Davant aquestes pressions Blanca confià la seva filla a Felip III de França, que la mantingué sota la seva tutela i enviaria el senescal de França Eustaqui de Beaumarchais per encarregar-se de la defensa del regne.
Felip III casà Joana amb el seu primogènit Felip el 1284, que fou coronat immediatament rei de Navarra, i uní el Regne de Navarra amb la corona francesa durant gairebé un segle.

## Núpcies i descendents
El 16 d'agost de 1284 es casà a la catedral de Notre-Dame de París amb el príncep Felip de França (Felip IV rei de França en 1285). D'aquest matrimoni nasqueren:
- Margarida de França (1288-1300), compromesa amb el rei Ferran IV de Castella
- Lluís X de França (1289-1316), rei de França i Navarra
- Blanca de França (1290-1294)
- Isabel de França (1292-1358), casada el 1308 amb Eduard II d'Anglaterra
- Felip V de França (1293-1322), rei de França i Navarra
- Carles IV de França (1294-1328), rei de França i Navarra
- Robert de França (1297-1308)

Joana I va morir en estranyes circumstàncies el 2 d'abril de 1305 al castell de Vincennes, i fou succeïda pel seu fill gran Lluís I de Navarra; esdevingué l'última representant de la dinastia Xampanya que regnà a Navarra.